# کلیتون فردریک
کلیتون فردریک (انگلیسی: Clayton Fredericks؛ زادهٔ ۱۷ نوامبر ۱۹۶۷) سوارکار اهل استرالیا است.